# Поликарп Теологидис
Поликарп (на гръцки: Πολύκαρπος) е гръцки духовник, митрополит на Вселенската патриаршия.

## Биография
Роден е около 1868 година в сярското село Провища, тогава в Османската империя със светското име Теологидис (Θεολογίδης). В 1883 година е ръкоположен за дякон от митрополит Натанаил Серски. В 1891 година се дипломира с много добър успех от Халкинската семинария. Замонашва се в Серския манастир и затова носи прякора Продромски (Προδρομίτης). Като йеродякон преподава от 1891 до 1895 година в духовното училище на манастира. В 1895 година напуска по препоръка на патриарха и с одобрение на Синода заминава да учи сръбски език в Белградския богословски институт. След завръщането си в 1897 година е ръкоположен за свещеник от епископ Прокопий Амфиполски. Служи като ефимерий на „Свети Николай“ в Дзивали, Цариград.

На 6 февруари 1900 година митрополит Константий Берски в съслужение с митрополитите Гервасий Халдийски и Константий Сервийски го ръкополагат в „Свети Николай Дзивалски“ за дебърски и велешки митрополит. Българският търговски агент в Битоля Андрей Тошев през 1904 г. определя Поликарп като „личност колкото подла, толкоз и способна“ и отбелязва: 
| „ | Макар формално гръцки митрополит, той чувства и работи като сърбин... фактически е сръбски митрополит и струва много повече от покойния Фирмилиян | “ |

През май 1907 година Поликарп подава оставка. Умира в цариградското предградие Ортакьой (Месахоро) на 13 юли 1919 година.